# Rihairo Meulens
Rihairo Meulens est un footballeur curacien, né le 3 juin 1988 à Apeldoorn aux Pays-Bas. Il évolue comme attaquant.

## Palmarès
Vierge